# 短果小柱芥
短果小柱芥（学名：Microstigma brachycarpum）为十字花科小柱芥属下的一个种。